# Station Pasirian
Pasirian is een voormalig spoorwegstation in de Indonesische provincie Oost-Java.